# Asamblea General de Kentucky
La Asamblea General de Kentucky, también llamada Legislatura de Kentucky (en inglés: Kentucky General Assembly) es la legislatura estatal (órgano encargado del Poder legislativo) del estado de Kentucky, en Estados Unidos.  Comprende el Senado de Kentucky y la Cámara de Representantes de Kentucky .
La Asamblea General se reúne anualmente en el Edificio del Capitolio estatal en Frankfort, Kentucky, y se reúne el primer martes después del primer lunes de enero. En los años pares, las sesiones no pueden durar más de 60 días legislativos y no pueden extenderse más allá del 15 de abril. En los años impares, las sesiones no pueden durar más de 30 días legislativos y no pueden extenderse más allá del 30 de marzo. El gobernador de Kentucky puede convocar sesiones especiales en cualquier momento y por cualquier duración.

## Historia
La primera reunión de la Asamblea General tuvo lugar en 1792, poco después de que a Kentucky se le concediera la condición de estado. Los legisladores se reunieron en Lexington, la capital temporal del estado. Entre las primeras órdenes del día estaba la elección de una capital estatal permanente. Al final, se eligió la pequeña ciudad de Frankfort, con su oferta de proporcionar una estructura temporal para albergar a la legislatura y un alijo de materiales para construir un edificio permanente, y la capital del estado ha permanecido allí desde entonces.
Después de que a las mujeres se les permitió el sufragio en Kentucky, Mary Elliott Flanery fue elegida para la Cámara de Representantes de Kentucky del distrito 89 en representación del condado de Boyd, Kentucky. Cuando Flanery tomó su asiento en enero de 1922, fue la primera legisladora estatal elegida en Kentucky y la primera legisladora elegida al sur de la línea Mason-Dixon .
La Operación Boptrot condujo a la condena de más de una docena de legisladores entre 1992 y 1995. La investigación también condujo a la aprobación de una reforma legislativa en 1993.

### La Guerra Civil
Debido a las fuertes simpatía por los Estados de la Unión de la mayoría de los ciudadanos y funcionarios electos de la Commonwealth, Kentucky permaneció oficialmente neutral durante la Guerra Civil. Aun así, un grupo de simpatizantes confederados se reunió en Russellville en noviembre de 1861, para establecer un gobierno confederado para el estado . El grupo estableció una capital del estado confederado en Bowling Green, pero nunca logró desplazar a la Asamblea General electa en Frankfort.

### Asesinato del gobernador Goebel
La Asamblea General jugó un papel decisivo en la disputada elección de gobernador de 1899. Los recuentos de votos iniciales hicieron que el republicano William S. Taylor liderara al demócrata William Goebel por apenas 2.383 votos. Sin embargo, la Asamblea General ejercía la autoridad final en las disputas electorales. Con mayoría en ambas cámaras, los demócratas intentaron invalidar suficientes votos para darle la elección a Goebel. Durante los días contenciosos que siguieron, un asesino no identificado le disparó a Goebel mientras se acercaba a la capital del estado.
Mientras Goebel estaba al borde de la muerte, se produjo el caos en Frankfort y amenazó con más violencia. Taylor, que se desempeñaba como gobernador a la espera de una decisión final sobre las elecciones, llamó a la milicia y ordenó a la Asamblea General en una sesión especial, no en Frankfort, sino en Londres, Kentucky, un área republicana del estado. La minoría republicana, naturalmente, escuchó la llamada y se dirigió a Londres. Como era de esperar, los demócratas resistieron la llamada y muchos se retiraron a Louisville . Ambas facciones reclamaron autoridad, pero los republicanos eran muy pocos para reunir quórum .
Goebel murió cuatro días después de recibir el disparo mortal, y la elección finalmente fue impugnada ante la Corte Suprema de los Estados Unidos, quien dictaminó que las acciones de la Asamblea General eran legales y nombró al vicegobernador de Goebel, JCW Beckham, como nuevo gobernador del estado.

## Cámaras
La Asamblea General es bicameral, compuesta por un Senado y una Cámara de Representantes. Las cámaras de la Cámara y el Senado están en extremos opuestos del tercer piso del edificio del capitolio, y los legisladores tienen oficinas en el edificio anexo del Capitolio cercano.
La sección 33 de la Constitución de Kentucky requiere que la Asamblea General divida el estado en 38 distritos del Senado Archivado el 4 de marzo de 2018 en Wayback Machine. y 100 de la Cámara Archivado el 4 de marzo de 2018 en Wayback Machine. . Se requiere que los distritos tengan una población lo más parecida posible. Los distritos pueden formarse uniéndose a más de un condado, pero los condados que forman un distrito deben ser contiguos. Los distritos deben revisarse cada 10 años y volver a dividirse si es necesario.
Según la constitución estatal, sólo se pueden dividir tres condados para formar un distrito del Senado: Jefferson (Louisville), Fayette (Lexington) y Kenton (Covington).

### Senado

#### Términos y calificaciones
De acuerdo con la Sección 32 de la Constitución de Kentucky, un senador estatal debe:
- Tener al menos 30 años cumplidos.
- Ser ciudadano de Kentucky.
- haber residido en el estado al menos 6 años y el distrito al menos 1 año antes de la elección.

Según la sección 30 de la Constitución de Kentucky, los senadores son elegidos por períodos escalonados de cuatro años, y la mitad del Senado es elegido cada dos años.

#### Liderazgo
Antes de una enmienda constitucional de 1992, el vicegobernador de Kentucky presidió el Senado; la enmienda de 1992 creó un nuevo cargo de presidente del Senado que será desempeñado por uno de los 38 senadores.
- Presidente (elegido por todo el cuerpo): Robert Stivers (R-25)
- Presidente Pro Tempore (elegido por todo el cuerpo): David P. Givens (R-9)

### Cámara de Representantes
La Cámara de Representantes es la cámara baja de la Asamblea General. La sección 47 de la Constitución de Kentucky estipula que todos los proyectos de ley para recaudar ingresos deben tener su origen en la Cámara de Representantes.

#### Términos y calificaciones
De acuerdo con la Sección 32 de la Constitución de Kentucky, un representante estatal debe:
- Tener al menos 24 años.
- Ser ciudadano de Kentucky.
- Haber residido en el estado al menos 2 años y el distrito al menos 1 año antes de la elección.

Según la sección 30 de la Constitución de Kentucky, los representantes se eligen cada dos años en noviembre después de una sesión regular de la Asamblea General.

#### Liderazgo
- Portavoz (elegido por todo el cuerpo): David Osborne (R-59)
- Portavoz Pro Tempore (elegido por todo el cuerpo): David Meade (R-80)

## Comisión de Investigación Legislativa
La Asamblea General de Kentucky es atendida por una agencia no partidista de 16 miembros llamada Comisión de Investigación Legislativa (LRC). Creada en 1948, la LRC proporciona a la Asamblea General personal y apoyo de investigación, incluida la dotación de personal de los comités, la redacción de proyectos de ley, la supervisión del presupuesto estatal y la reforma educativa, la producción de materiales educativos, el mantenimiento de una biblioteca de referencia y un sitio de Internet, y la preparación e impresión. de informes de investigación, boletines informativos y un periódico legislativo. Está dirigida por el liderazgo electo de los partidos Demócrata y Republicano tanto en la Cámara de Representantes de Kentucky como en el Senado de Kentucky, mientras que la agencia está dirigida diariamente por un Director .